# یوجگر بوکوس
یوجگر بوکوس (انگلیسی: Óliver Bocos؛ زادهٔ ۳ سپتامبر ۱۹۸۲) بازیکن فوتبال اهل اسپانیا است.
از باشگاه‌هایی که در آن بازی کرده‌است می‌توان به باشگاه فوتبال لوانته اشاره کرد.